# Emanuel Leser

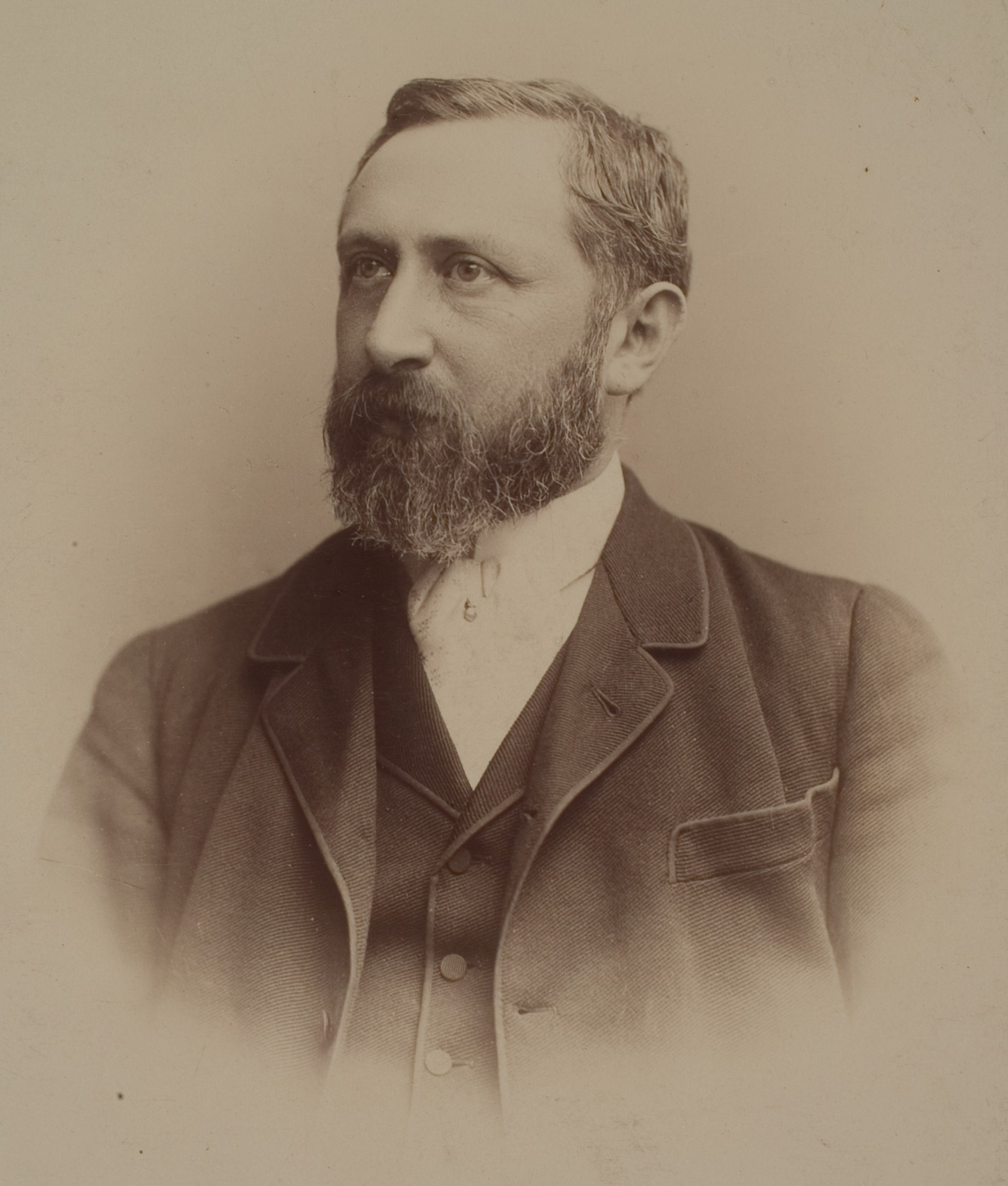
Emanuel Leser

Emanuel Leser (* 26. September 1849 in Mainz; † 20. Mai 1914 in Heidelberg) war ein deutscher Nationalökonom und Wirtschaftshistoriker.

## Leben und Wirken
Er wurde als Sohn des jüdischen Kaufmanns Leo Leser in Mainz geboren, besuchte dort das Gymnasium und ab 1867 die Universitäten Heidelberg und Göttingen. Leser widmete sich vornehmlich historischen Studien, besonders in Göttingen, als Schüler von Georg Waitz. 1870 promovierte er in Göttingen zu einem historischen Thema, 1874 habilitierte er sich in Heidelberg im Fach Nationalökonomie, 1881 wurde er außerordentlicher Professor und hatte ab 1894 einen Lehrstuhl inne. 
Seit 1875 war Emanuel Leser mit Ida Rohr († 1904), Tochter des Rittergutsbesitzers Adam Rohr aus Langguhle, Kreis Rawitsch, Provinz Posen, verheiratet. Der Ehe entstammte unter anderem der Jurist und Abgeordnete Guido Leser (1883–1942). Beider Tochter Sophie (1876–1908) heiratete 1903 den Chemiker Richard Willstätter.     
Seine Privatbibliothek ist in der Universitätsbibliothek Heidelberg erhalten.

## Werke
- Necker’s zweites Ministerium, Dissertation, 1871
- Der Begriff des Reichtums bei Adam Smith. Eine national-ökonomische Untersuchung, 1874
- Ein Accisestreit in England, 1879
- Die Hypothekenbanken und ihre Jahresabschlüsse, 1879
- Aus der Lebensgeschichte des Adam Smith. Robert Malthus als Entdecker der modernen Grundrententheorielehre (= Untersuchungen zur Geschichte der Nationalökonomie; 1. Heft), 1881
- Die kritische Erbschaftsbesteuerung, 1881
- Eine Denkschrift über die englische Wollenindustrie aus der Zeit Jakobs I., 1885
- Zur Geschichte der Prämiengeschäfte, 1896
- Die Großherzoglich Badische Ruprecht-Carls-Universität zu Heidelberg, in: Wilhelm Lexis (Hrsg.): Die Universitäten im Deutschen Reich, 1904
- Artikel: Freihandelsschule, Merkantilsystem, Adam Smith, in: Handwörterbuch der Staatswissenschaften, 1.–3. Auflage